# Ochapowace 71-26
Ochapowace 71-26 är ett reservat i Kanada.   Det ligger i provinsen Saskatchewan, i den sydöstra delen av landet, 2 000 km väster om huvudstaden Ottawa.
Trakten runt Ochapowace 71-26 består till största delen av jordbruksmark. Trakten runt Ochapowace 71-26 är nära nog obefolkad, med mindre än två invånare per kvadratkilometer.